# Désiré van Monckhoven

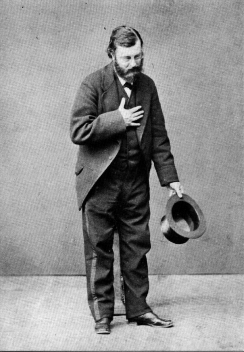
Désiré van Monckhoven.

Désiré Charles Emanuel van Monckhoven, född 1834, död 1882, var en belgisk fotokemist och uppfinnare.
Mockhoven gjorde betydande insatser för att förbättra bromsilvergelatinplåten.

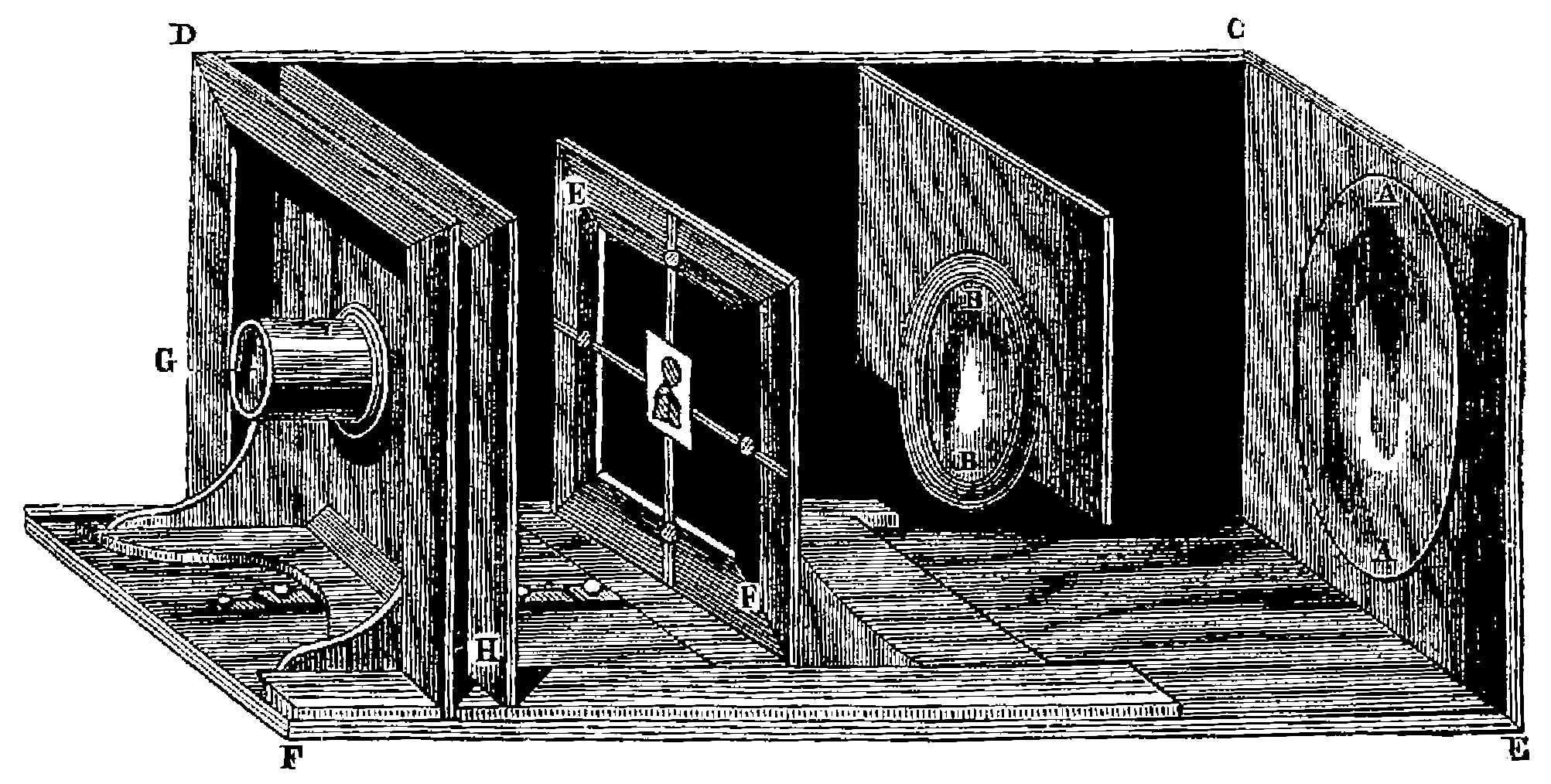
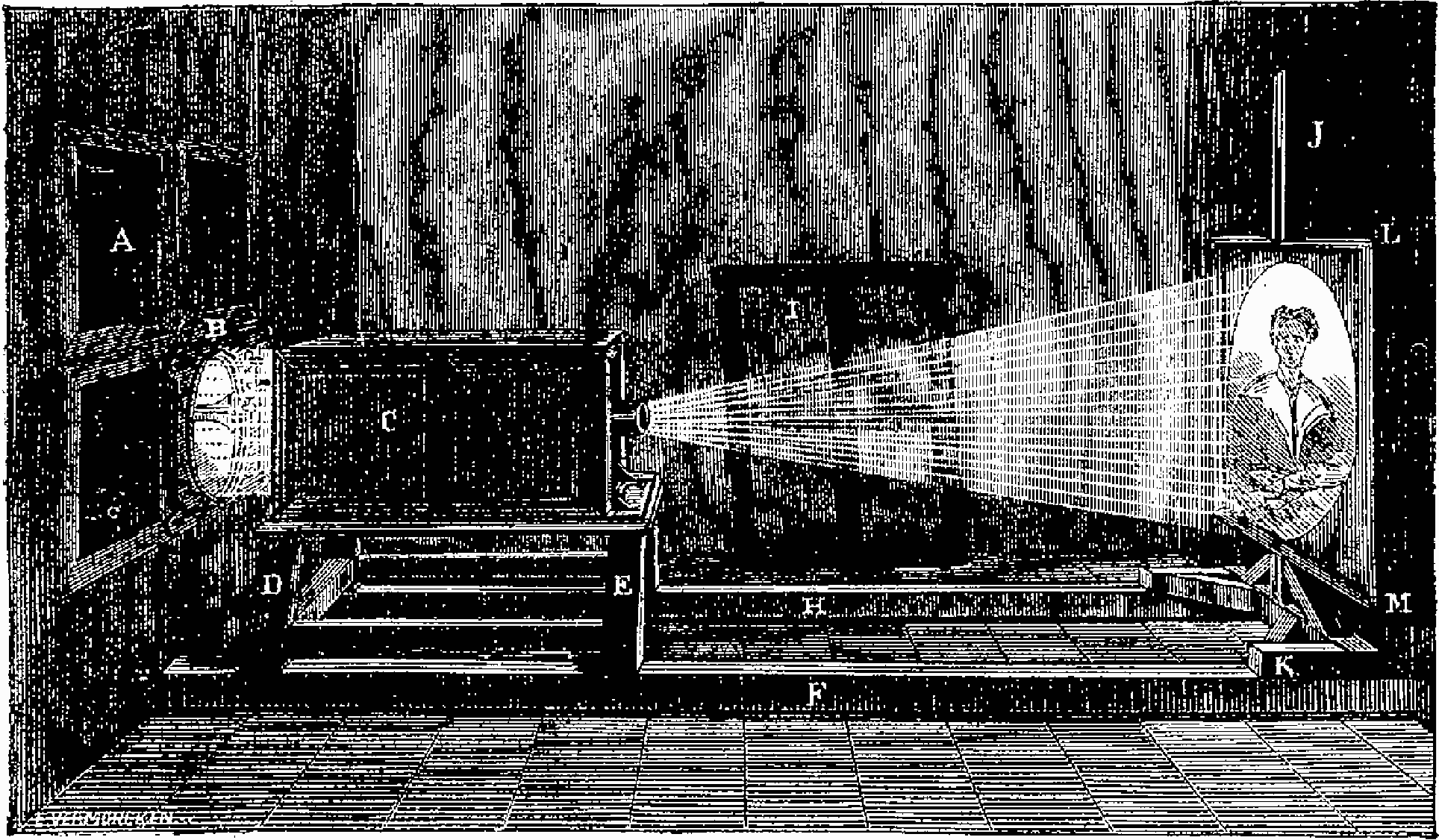
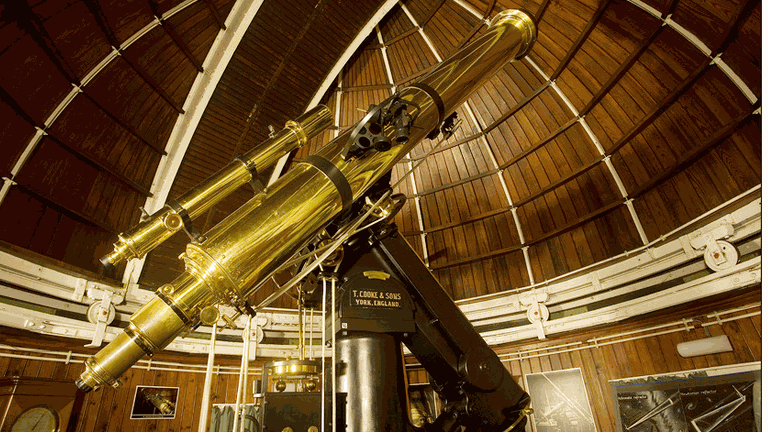